# Роберт Форд Ґаґен
Роберт Форд Ґаґен RCA, також відомий як РФ Ґаґен і Роберт Ф. Ґаґен,  (травень 10, 1847 – березень 02, 1926) — канадський митець-мариніст. Редактор Канадського форуму назвав його піонером мистецтва в Онтаріо та підвалиною Товариства митців Онтаріо.

## Життєпис

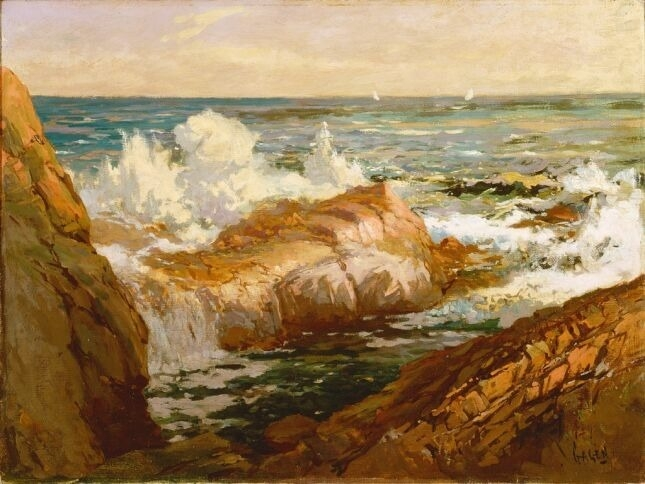
Далеко по обіді (1923), Національна галерея Канади

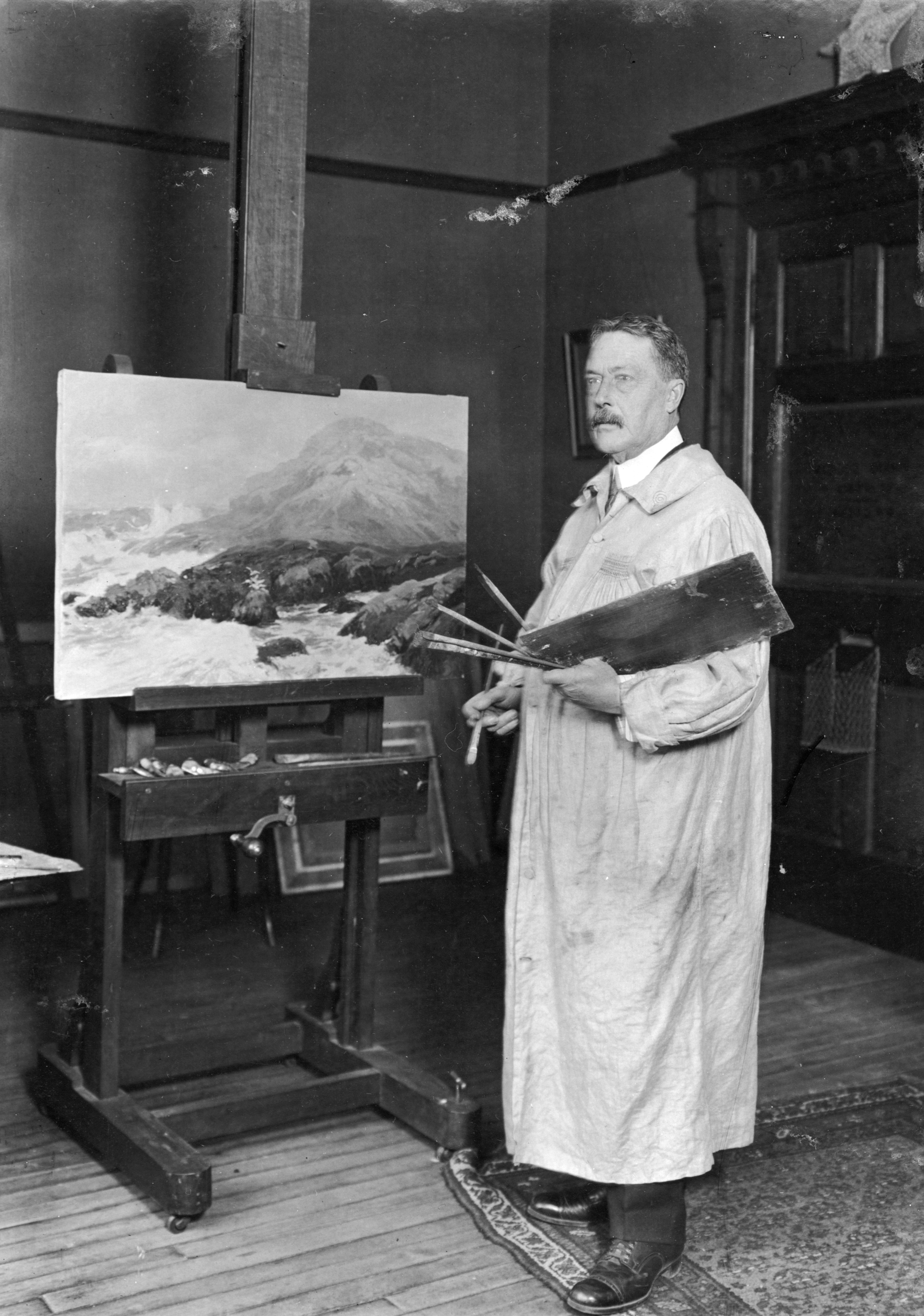
Роберт Форд Ґаґен у своїй майстерні, [бл. 1900

Роберт Форд Ґаґен народився в Лондоні, Англія. Він приїхав до Канади разом зі своїми батьками в 1862 році і оселився в Гарпурі, тепер Сіфорт, в окрузі Гурон, Онтаріо. У 1863 році Вільям Нікол Крессвелл, художник, який жив поблизу Сіфорта, почав навчати його малювання та живопису. Після цього Ґаґен поїхав до Торонто і вступив до класу живопису до Джорджа Ґілберта. У 1872 році Джон Артур Фрезер найняв Ґаґена працювати в Notman and Fraser як митця акварельних портретів і мініатюр на основі фотографії: він залишався там до 1878 року.
Ґаґен малював морські та річкові сюжети і для цього багато подорожував, віддаючи перевагу Приморським провінціям і узбережжю річки Святого Лаврентія в Квебеку, а також Мену і Массачусетсу в Сполучених Штатах. У 1890 році він малював у Скелястих горах та Селкіркс, а в 1906 році — в Шотландії та Швейцарії. У 1910 році він повернувся до малювання Св. Лаврентія.
У 1918 році Канадський фонд меморіалів війни попросив його зобразити процеси кораблебудування, які велися в Торонто, Онтаріо. Він виставляв свої роботи в багатьох товариствах, членом яких був, майже щороку з того часу, як приєднався до них. У 1927 році, через рік після його смерті, відбулася виставка-продаж його робіт в Eaton's.
Сьогодні його роботи представлені на виставках канадського мистецтва, таких як «Камінь і небо: гірський ландшафт Канади » в Художньому музеї Одена у Вістлері, Британська Колумбія, у 2018 році, а також у багатьох колекціях, таких як Національна галерея Канади.

## Почесті та відзнаки
Ґаґен був одним із засновників Товариства митців Онтаріо в 1872 році. Він став багаторічним секретарем Товариства (1889-1926). У 1880 році він був обраний членом Королівської Канадської Академії; він став дійсним членом у 1915 році. У 1893 році він був призначений одним із уповноважених канадських образотворчих мистецтв на Всесвітній Колумбійській виставці в Чикаго. Він виступав у тій самій якості на Панамериканській виставці, Баффало, 1901, де він був нагороджений почесною відзнакою, і на Луїзіанській виставці закупівель, Сент-Луїс, 1904. Він також був директором виставок образотворчого мистецтва Канадської національної виставки, призначений з 1904 року, і секретарем комісії в 1912 році. Обидві ці посади він обіймав до своєї смерті в 1926 році. Він був членом ради Центральної школи мистецтв і дизайну Онтаріо, а пізніше членом ради коледжу мистецтв Онтаріо. Він допоміг заснувати Канадське товариство акварельних художників у 1926 році та обіймав посаду президента (1925–1926), а також був статутним членом Клубу мистецтв і літератури Торонто, пізніше став його президентом (1918–1920).
Ґаґен був автором «Хроніки мистецтва Онтаріо» бл. 1919, друкованого рукопису в колекції Бібліотеки та архіву Едварда П. Тейлора Художньої галереї Онтаріо в Торонто.
Ґаґен помер у Торонто 2 березня 1926 року. У статті Toronto Daily Star про похорон говорилося: «Зібрання такої кількості художників, архітекторів, письменників, музикантів, скульпторів і професорів університетів, а також членів-консультантів показали, наскільки поширеним був вплив цього чудового старого художника, чиє мистецтво та менталітет завжди зберігали наснагу вічної молодості».